# Sonnenfinsternis vom 23. Juli 2093
Die ringförmige Sonnenfinsternis vom 27. Juli 2093 ist die erste zentrale Finsternis in Norddeutschland nach der Sonnenfinsternis vom 17. April 1912. Sie spielt sich größtenteils über Nordamerika, Karibik, Europa, Nordafrika und Westasien, der Arktis sowie dem Nordatlantik ab. Das Maximum der Finsternis liegt in der Nordsee ca. 100 km östlich von Großbritannien; die Dauer der Ringförmigkeit liegt dort bei 5 Minuten und 11 Sekunden.
Diese Finsternis gehört zu einer Serie von acht zentralen Finsternissen im deutschsprachigen Raum, innerhalb von nur 76 Jahren (2075–2151).

## Verlauf
Die Zone der Ringförmigkeit beginnt im US-Bundesstaat Illinois und zieht sich etwa parallel zur Grenze zwischen den USA und Kanada in nordwestliche Richtung. Die Städte Indianapolis, Cleveland, Detroit auf US-Seite, sowie Toronto und Montreal auf kanadischer Seite liegen in dieser Zone.
Auf der europäischen Seite des Atlantik streift die Zone der Ringförmigkeit den Norden Irlands und Nordirlands und überquert Großbritannien mit der Stadt Glasgow. Die Zone erreicht dann die Niederlande und Norddeutschland.
Da die Entwicklung der Erdrotationsgeschwindigkeit nur anhand von Modellen abgeschätzt werden kann, gibt deutliche Unterschiede im angenommenen Zahlenwert Delta T. So sieht die NASA den Wert bei 187,9 s, während CalSky einen Wert von 79,0 s annahm. Der Unterschied von 108,9 s führt zu einer Lageänderung von etwa 40 km in Ost-West-Richtung der zentralförmigen Zone. Bezogen auf den Rand der Finsternis reduziert sich diese Kilometerdifferenz jedoch auf etwa 15 km. Die Kontaktzeiten variieren entsprechend, durch die Änderung in der Entfernung zur Zentrallinie ändern sich die Zeiten der Ringförmigkeit teilweise deutlich.
Dennoch sehen die NASA-Berechnung mit beiden Delta-T-Werten die folgenden größeren Städte innerhalb der ringförmigen Zone: Hamburg, Bremen, Hannover, Braunschweig, Magdeburg, Leipzig und Dresden und Berlin. Während die NASA Göttingen nur teilweise in der zentralen Zone sieht, wird diese nach Calsky komplett innerhalb liegen.
Die Zone zieht sich dann parallel zur polnisch-tschechischen Grenze in südöstlicher Richtung über die Slowakei, Ungarn, Ukraine, Rumänien, Moldawien zum Schwarzen Meer. Die Türkei der Iran und Afghanistan sowie Pakistan liegen ebenfalls in der ringförmigen Zone. Die Finsternis endet an der pakistanisch-indischen Grenze mit dem Sonnenuntergang.

## Orte in der ringförmigen Zone
| Land              | Ort                       | Dauer  | Uhrzeit (UT) | Bemerkung            |
| ----------------- | ------------------------- | ------ | ------------ | -------------------- |
| USA               | Indianapolis              | 4m 7s  | 10:52        | [ Ringf. Sichtb. 1 ] |
| USA               | Cleveland                 | 4m 11s | 10:52        | [ Ringf. Sichtb. 1 ] |
| USA               | Detroit                   | 2m 46s | 10:54        | [ Ringf. Sichtb. 1 ] |
| Kanada            | Toronto                   | 2m 56s | 10:55        | [ Ringf. Sichtb. 1 ] |
| Kanada            | Montreal                  | 3m 38s | 10:57        |                      |
| U.K. (Nordirland) | Belfast                   | 2m 35s | 12:17        |                      |
| U.K. (Schottland) | Glasgow                   | 4m 36s | 12:19        |                      |
| U.K. (Schottland) | Edinburgh                 | 3m 56s | 12:21        |                      |
| U.K.              | Newcastle upon Tyne       | 5m 11s | 12:24        |                      |
| Niederlande       | Groningen                 | 4m 59s | 12:39        |                      |
| Deutschland       | Oldenburg                 | 5m 9s  | 12:42        |                      |
| Deutschland       | Bremen                    | 5m 9s  | 12:42        |                      |
| Deutschland       | Hamburg                   | 3m 40s | 12:44        |                      |
| Deutschland       | Hannover                  | 4m 51s | 12:45        |                      |
| Deutschland       | Hildesheim                | 4m 32s | 12:45        |                      |
| Deutschland       | Braunschweig              | 5m 0s  | 12:46        |                      |
| Deutschland       | Magdeburg                 | 5m 6s  | 12:48        |                      |
| Deutschland       | Berlin                    | 4m 1s  | 12:50        |                      |
| Deutschland       | Leipzig                   | 4m 09s | 12:50        |                      |
| Deutschland       | Dresden                   | 4m 28s | 12:53        |                      |
| Polen             | Breslau                   | 4m 39s | 12:58        |                      |
| Tschechien        | Ostrava (Mährisch Ostrau) | 4m 53s | 13:02        |                      |
| Slowakei          | Košice                    | 4m 51s | 13:07        |                      |
| Republik Moldau   | Chișinău                  | 2m 46s | 13:20        |                      |
| Russland/Ukraine  | Sewastopol                | 3m 31s | 13:29        |                      |
| Iran              | Teheran                   | 2m 45s | 13:55        |                      |

1. 1 2 3 4  Sonne geht partiell verfinstert auf.

## Sichtbarkeit im deutschsprachigen Raum
Außerhalb der Zone der Ringförmigkeit ist die Finsternis im deutschsprachigen Raum im ganzen Verlauf als tiefe partielle Sonnenfinsternis sichtbar. Die geringste Verfinsterung wird im Südwesten in Zermatt im Schweizer Kanton Wallis mit 73 % Bedeckung erreicht.
| Land        | Ort               | Bedeckung | Bemerkung            |
| ----------- | ----------------- | --------- | -------------------- |
| Schweiz     | Bern              | 76 %      |                      |
| Schweiz     | Basel             | 77 %      |                      |
| Österreich  | Salzburg          | 83 %      |                      |
| Österreich  | Wien              | 87 %      |                      |
| Deutschland | München           | 83 %      |                      |
| Deutschland | Frankfurt am Main | 86 %      |                      |
| Deutschland | Berlin            | 89 %      | in ringförmiger Zone |
| Deutschland | Hamburg           | 90 %      | in ringförmiger Zone |